# Scinax ruber
A Scinax ruber a kétéltűek (Amphibia) osztályának békák (Anura) rendjébe és a levelibéka-félék (Hylidae) családjába tartozó faj.

## Előfordulása
A Scinax ruber a teljes Amazonas-medencében és a Guyana-pajzson elterjedt faj a tengerszinttől 2600 m magasságig. Megtalálható Panama középső részein és a panamai Darién tartomány keleti, sík területein. Őshonos Bolíviában, Brazíliában, Kolumbiában, Ecuadorban, Francia Guyanában, Guyanában, Panamában, Peruban, Suriname-ban, Trinidad és Tobagóban, Venezuelában és valószínűleg Paraguayban. Betelepített faj Martinique-en, Puerto Ricóban és Saint Lucia szigetén.
Természetes élőhelye a szubtrópusi vagy trópusi száraz erdők, szubtrópusi vagy trópusi nedves síkvidéki erdők, szubtrópusi vagy trópusi nedves hegyi erdők, száraz vagy nedves szavannák, lápok, édesvízű mocsarak, legelők, ültetvények, kertek, lakott területek, lepusztult korábbi erdők, pocsolyák, csatornák és árkok.